# سيتو كايبا
سيتو كايبا هو شخصية في مسلسل يوغي يو، يعتبر أحد أبطال هذا المسلسل. وقد حصل على المركز الثاني في بطولة معركة المدينة.

## حكاية سيتو كايبا
توفي والداه في سن مبكر فقد توفيت أمه عند ولادة أخيه موكبا
وتوفي أبوه في حادث عندما كان عمر موكبا 3 سنوات
بعد ذلك استولى اقاربهم على كل التركة ورموهما في ملجأ
للأيتام، أمضى الشقيقان في الميتم حياة سعيدة خالية من المشاكل
عندها كان يعلم الناس بعبقرية سيتو لهذا سارعوا
في طلب تبنيه، لكن سيتو رفض أن يذهب من دون أخيه
بعد فترة تقدم رجل أعمال إلى الملجأ لتبني أحد الأطفال وعندها قابل سيتو وأخاه وأراد أن يتبناه
وكان سيتو يعلم بأن هذا الرجل هو كايبــا بطل العالم في الشطرنج لهذا اشترط عليه أن يتحداه في لعبة الشطرنج ان هزمه فسوف يتبناه هو وأخاه ووافق كايبا على الشرط وانتهت
المباراة بفوز سيتو وتم تبنيهما ونسب اسميهما إلى كايبا، بعد سلسلة من الأحداث ينتحر كايبا الأب ويصبح سيتو صاحب شركة كايبا من بعده.
بعد هزيمة سيتو كايبا على يد يوغي، أهمل الشركة لهذا قرر المسؤلون عن الشركة
وهم الكبار الخمسة الاستيلاء على الشركة عن طريق مساعدة بيجاسوس وكان من شروط الاستيلاء
أولا قتل سيتو كايبا
ثانيا هزيمة يوغي
ثالثا اعتقال موكبا ليكون الرئيس الشرعي للشركة
ولكن يقوم يوغي بهزيمة بيجاسوس بعدها، فتفشل المؤامرة..
وكان سيتو يعرف بأن له قلب بارد لا يبالي بأي شيء وبأي أحد إلا أنه يهتم بثلاثة اشياء فقط وهي:
أولا أخوه موكبا
ثانيا بطاقات التنانين البيضاء زرقاء الأعين
ثالثا شركة كايبا
وهو لا يعرف شيئا عن ماهية الصداقة ولكنه أخذ فكرة عنها من يوغي وأصحابه
وتوجد لدية شركات منافسة الأولى يمتلكها دارتز واسمها شركة دووم
وشركة سكرويدر وتملكها جيكس

## شخصيته
مغرور وواثق من نفسة دائما ولا يصدق بالاشياء الخيالية أو الغريبة حتي ولو كانت صحيحة ويحب أخوه مكوبا فاذا حدث شيء لأخوه يجن وشخصيته معقدة ودائماً ما تعميه عن الحقيقة.
و يلاحظ أن شخصيته في أول حلقات الموسم الأول عدائية جدا، لدرجة أنه آذى جد يوغي من أجل ورقة التنين الأبيض ثم مزقها، ومن أجل ذلك بارز يوغي كايبا... ومن بداية المبارزة تفوق كايبا بتنينه الأبيض القوي ودمر جميع وحوش يوغي ولم يخطر على باله أن يوغي كان يماطل حتى يجمع أجزاء إكسوديا الخمسة، والتي تمكن من جمعها في نهاية الأمر وهزيمة كايبا هزيمة نكراء. وفي نهاية المباراة قام يوغي (الفرعون يامي) بمحو هذه الصفة منه حين استخدم احجية الألفية في ذلك كما يلاحظ في تلك الحلقة.
و حين ظهر كايبا مرة أخرى في مملكة المبارزين بعد اختراع قرص المبارزة، نرى أن هذه العدائية قد اختفت ولكن بقيت فيه صفة الغرور والثقة الزائدة بالنفس.
و قد تكون حياته القاسية في الصغر قد جعلته يتصف بهذه الصفات حتى يواجه اعدائه، وهو ما جعله شخصية مضادة لصفات شخصية البطل كالطيبة والاهتمام بمساعدة الآخرين.

## موقفه
لا يستلطف يوغي لانه يخسر امامه كثيرا ولان سيتو كايبا أحد اقوى المبارزين فهو يصر دائما على ان يهزم يوغي رغم مساندة يوغي له، ولا يطيق جوي وحسه الفكاهي.

## أفضل أوراقه
من أفضل أوراقه التنين الأبيض ازرق العينين ويمتلك منها 3 اوراق وهذا التنين نادر جدا فلا يوجد منه في العالم سوى 4 أوراق يملك كايبا منها 3 وكان جد يوغي يملك الرابعة ولكن كايبا مزقها حتى لا يكون هناك أحد يملك هذا التنانين سواه.
كما لديه ورقة تنين القمة والذي ظهر لأول مرة خلال مبارزته مع يوغي أثناء بطولة مملكة المبارزين في أحد أبراج قلعة بيغاسوس، وقد تمكن من استدعاء هذا الوحش بعد دمج التنانين البيض الثلاث في الملعب بورقة مميزة (سحرية) تسمى ورقة الانصهار. يمتلك هذا الوحش المدهش 4500 نقطة هجومية و 3800 نقطة دفاعية وكان يمتلك أيضا ورقة تسمى بأسم المعذب اوبليسك وهو أحد الوحوش المدمرة (الحكماء المصريين) وهذا الوحش قد اعطته له اشيزو وقالت له ان هناك ورقتان اخرتين قد صنعهم بيغاسوس واخباهم عن للعالم لقوتهم لان الذي يتحكم بهذه الوحوش يجب ان تكون خالي من الخوف لكي لا يؤذى جسديا حتى بيغاسوس لم يقدر ان يسيطر عليهم وهم سلايفر التنين الفضائي ورع المجنح ومن شروط استدعاء الحكماء المصريين التضحية بثلاث وحوش.